# Onthophagus rufiobscurior
Onthophagus rufiobscurior là một loài bọ cánh cứng trong họ Bọ hung (Scarabaeidae).